# Enfermedad pélvica inflamatoria
La enfermedad pélvica inflamatoria (EPI) es una enfermedad infecciosa que afecta a la parte alta del aparato reproductor femenino interno (útero, ovarios y trompas de Falopio). Aparece por la ascensión de bacterias patógenas desde la vagina y el cuello uterino.

## Etiología

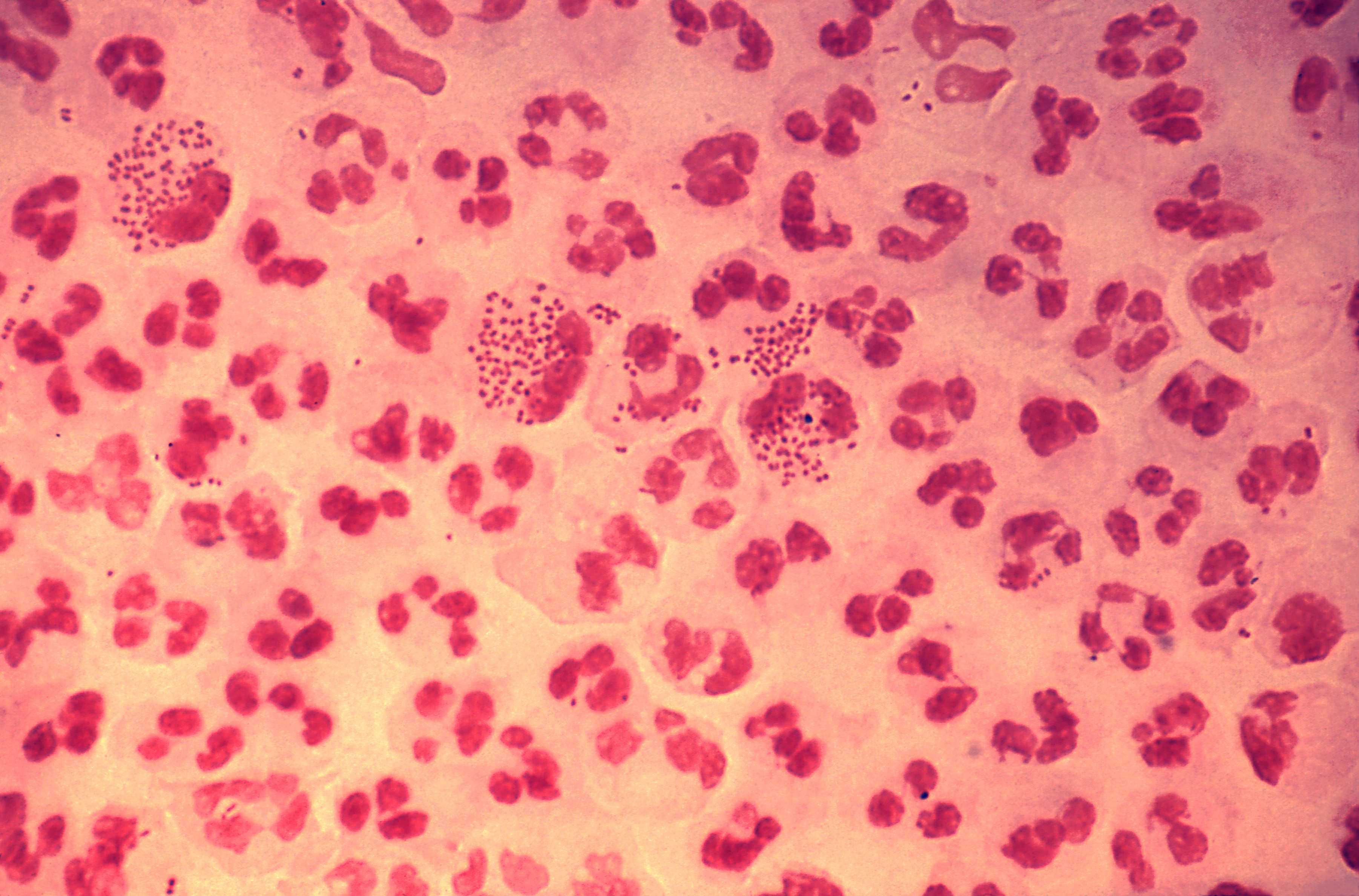
Gonococcal urethritis PHIL 4085 lores.

Generalmente es producida a raíz de una enfermedad de trasmisión sexual de la vía genital baja (vagina y cérvix). La causa más frecuente es Chlamydia trachomatis y Neisseria gonorrhoeae. En algunos casos de pacientes portadoras del dispositivo intrauterino (DIU) con enfermedad pélvica inflamatoria (EPI), se aísla Actynomices israelii y otras enfermedades de origen bacteriano (estafilococos, estreptococos) menos comunes. La EPI también puede ser causada después de un aborto.
El uso de anticonceptivos como los condones parece ser protector, ya que evitan que los gérmenes asciendan hacia la cavidad endometrial.
El riesgo también aumenta con cualquier procedimiento que implique la manipulación del cérvix o el útero, como es el caso de la inserción del DIU, el legrado o la histerosalpingografía.

## Síntomas
El síntoma más frecuente es dolor abdominal bajo comúnmente bilateral asociado a leucorrea ya que suele afectar otros órganos vecinos. Otros síntomas pueden ser periodos de menstruación largos y con mucho dolor, fiebre, dolor pélvico, dolor cervical, dolor anexial, malestares generales como náuseas y/o vómitos  Estos síntomas pueden ampliarse a: micción dolorosa,  estreñimiento, y dolor en las relaciones sexuales, entre otros.

## Diagnóstico
Se guía por clínica que es característico abdomen doloroso bajo, fiebre y leucorrea; en la exploración genital la movilización del cérvix es dolorosa. También pueden palparse masas anexiales. Se pueden realizar exámenes de sangre (recuento de glóbulos blancos), estudios microbiológicos en el exudado y también se puede recurrir a laparoscopia y ecografías. Para un mejor diagnóstico se requiere cumplir con todos los criterios mayores y al menos un criterio de los menores que consiste en lo siguiente:
- Criterios mayores: Tener o haber tenido dolor abdominal bajo, dolor cervical al movimiento, dolor anexial a la exploración física y ecografía no sugestiva a otra patología.
- Criterios menores: Temperatura mayor a 38 °C, leucocitosis mayor a 10 500 por mm³, velocidad de segmentación globular elevada y exudado intracervical.

## Tratamiento
El tratamiento fundamental consiste en la administración de antibióticos, así como medidas generales (reposo, analgésicos, extracción de DIU si lo hay). A veces puede ser necesaria hospitalización (para las embarazadas o las menores de 18 años). La cirugía, para drenar abscesos y lavar el peritoneo afectado, también es un tratamiento para este tipo de enfermedad.

## Pronóstico
La mortalidad es excepcional con el tratamiento adecuado. No obstante, hay un riesgo de hasta un 25 % de que se desarrolle la enfermedad de nuevo más adelante. El principal problema, no obstante, son las secuelas: el embarazo ectópico y el riesgo de infertilidad aumentan de forma drástica una vez desarrollada la enfermedad, y aún más si ocurren más episodios de la enfermedad.